# Alojzij Kokalj
Alojzij Kokalj, slovenski odvetnik in pisatelj, * 22. junij 1869, Srednja vas pri Kranju, † 16. april 1931, Ljubljana.

## Življenjepis
Kokalj je dokončal nižjo gimnazijo v  Kranju (1880–1884), višjo gimnazijo v Ljubljani (1884–1887) in Novem mestu (1887/1888). Nato je na Dunaju študiral pravo ter leta 1896 končal študij. Po končani sodni praksi na Dunaju in odvetniški v Ljubljani se je zaposlil kot samostojen odvetnik v Ljubljani.

## Književno delo
Pisateljsko delo je pričel z drobnimi prispevki v raznih listih, s šaljivimi članki in  prigodnicami (npr.: Ivanu Tavčarju ob priliki izvolitve v državni zbor). Nato se je lotil šaljivo satiričnih člankov, v katerih je satirično opisoval razne aktualne dnevne dogodke in druge neprilike s stališča naprednega življenjskega nazora; bičal pa je tudi splošne razvade in napake slovencev ne glede na njihovo politično pripadnost. Ti članki so izhajali pod psevdonimom Luigi Calco v Slovenskem narodu in bili potem še ponatisnjeni v Narodni založbi.